# Miss Internacional 2001
Miss Internacional 2001, la 41.ª edición del concurso Miss Internacional, se llevó a cabo en el Hotel Nakano Sun Plaza, en Tokio (Japón) el 4 de octubre.
Representantes provenientes de cincuenta y dos países y territorios compitieron por el título. Al final del evento, Miss Internacional 2000, Vivian Urdaneta de Venezuela, coronó como su sucesora a Małgorzata Rożniecka de Polonia. Es la tercera —y más reciente— victoria de Polonia, después de las de 1991 y 1993.

## Resultados
| Resultado               | Candidata |
| ----------------------- | --- |
| Miss Internacional 2001 | - Polonia - Małgorzata Rożniecka |
| 1.ª finalista           | - Venezuela - Aura Zambrano |
| 2.ª finalista           | - Rusia - Tatiana Pavlova |
| Semifinalistas (Top 15) | - Aruba - Daphne Croes - Brasil - Fernanda Borja - Chile - Paula Orchard - Colombia - María Rocío Stevenson - Corea - Baek Myoung-hee - España - Ayola Molina - India - Kanwal Toor - Israel - Dikla Elkabetz - Japón - Hanako Suzuki - Mongolia - Sansarmaa Luvsandoo - República Dominicana - Bélgica Cury - San Marino - Marzia Bellesso |

### Premios Especiales
- Mejor Traje Nacional:  Corea - Baek Myoung-hee
- Miss Simpatía:  Noruega - Siv Hegerland
- Miss Fotogénica:  Israel - Dikla Elkabetz

## Relevancia histórica del Miss Internacional 2001
- Polonia gana Miss Internacional por tercera vez.
- Venezuela obtiene el puesto de Primera Finalista por cuarta ocasión. La última vez fue en 1998.
- Rusia obtiene el puesto de Segunda Finalista por segunda vez. Repite la misma posición en relación con el año anterior.
- Colombia, Corea,  India, Japón, Rusia y Venezuela repiten clasificación a semifinales.
- Colombia clasifica por undécimo año consecutivo.
- Venezuela clasifica por décimo año consecutivo.
- Japón clasifica por noveno año consecutivo.
- Rusia clasifica por tercer año consecutivo.
- Corea e India clasifican por segundo año consecutivo.
- Brasil, España, Polonia y República Dominicana clasificaron por última vez en 1999.
- Israel clasificó por última vez en 1997.
- Aruba clasificó por última vez en 1994.
- Chile clasificó por última vez en 1980.
- Mongolia y San Marino clasifican por primera vez a semifinales en la historia de Miss Internacional.
- Finlandia rompe una racha de clasificaciones que mantenía desde 1998.
- De América entraron seis representantes a la ronda de cuartos de final, transformándose este en el continente con más semifinalistas; no obstante, solo Venezuela llegó a la final.
- Ninguna nación de África u Oceanía clasificó a la ronda de semifinales.

## Candidatas
52 candidatas de todo el mundo participaron en este certamen.
| - Alemania - Anna Ziemski - Argentina - María Victoria Branda - Aruba - Daphne Dione Croes - Bolivia - Joan Priscilla Quiroga - Brasil - Fernanda Tinti Borja Pinto - Canadá - Shauna Leah-Ann Olechow - Chile - Paula Orchard - Chipre - Maria Alecou Hadzivassiliou - Colombia - María Rocío Stevenson Covo - Corea - Baek Myoung-hee - Croacia - Martina Poljak - Curazao - Vanessa Maria van Arendonk - Eslovaquia - Barbara Pappová - España - Ayola Molina Carrasco - Estados Unidos - Eliana Thompson - Filipinas - Maricarl Canlas Tolosa - Finlandia - Hanna Mirjami Pajulammi - Francia - Nawal Benhlal - Gran Bretaña - Michelle Watson - Grecia - Fotini Kokari - Guatemala - Rosa María Castañeda Aldana - Hawái - Yoon Hee Jenny Lee - Holanda - Caroline Heijboer - Hong Kong - Hoi Ting Heidi Chu - India - Kanwal Toor - Islandia - Iris Dögg Oddsdóttir | - Israel - Dikla Elkabetz - Japón - Hanako Suzuki - Letonia - Laura Viksna - Macedonia del Norte - Dragana Klopcevska - Malasia - Cheah Teck Yoong - Malta - Ruth Spiteri - Marianas del Norte - Rowina Taimanao Ogo - México - Irma Mariana Ríos Franco - Mongolia - Sansarmaa Tsedevsuren Luvsandoo - Nicaragua - Renneé Fabiola Dávila - Noruega - Siv Therese Hegerland Havik - Palaos - Indira Isikl Kazuma - Polonia - Małgorzata Rożniecka - Puerto Rico - Lorna Otero Pérez - República Checa - Andrea Vranová - República Dominicana - Belgica Judith Cury de Lara - Rusia - Tatiana Pavlova - San Marino - Marzia Bellesso - Singapur - Juley Binte Abdullah - Suecia - Sara Nicole Cameron - Tailandia - Kanithakan Saengprachaksakula - Túnez - Leila Oualha - Turquía - Ece F. Incedursun - Ucrania - Natalia Bakulina - Venezuela - Aura Consuelo Zambrano Alejos - Yugoslavia - Iva Gordana Milivojević |

### Suplencias
- San Marino - Marzia Bellesso, primera finalista del certamen nacional remplazó a Maria Elisa Canti, ya que ésta compitió en Miss Europa.

### No concretaron su participación
- Egipto - Heba Abo-Mandour
- Líbano - Nathaly Maamari
- Moldavia - Larissa Kovalchuk
- Panamá - Fariba Hawkins
- Paraguay - Tania Ramírez
- Tahití - Mereani Ateni
- Trinidad y Tobago - Sasha St. Hill